# Kalipang (Grati)
Kalipang is een bestuurslaag in het regentschap Pasuruan van de provincie Oost-Java, Indonesië. Kalipang telt 8119 inwoners (volkstelling 2010).